# Chita Rivera
Chita Rivera, pseudonimo di Dolores Conchita Figueroa del Rivero (Washington, 23 gennaio 1933 – New York, 30 gennaio 2024), è stata un'attrice, ballerina e cantante statunitense, nota soprattutto per il suo lavoro nel teatro musicale di Broadway.
Nel 2002 fu la prima donna ispanica e latino americana a ricevere il Kennedy Center Honors e nel 2009 fu insignita dal presidente Obama della Medaglia presidenziale della libertà. Nel corso della sua carriera teatrale fu candidata dieci volte ai Tony Awards, vincendone due come miglior attrice protagonista in un musical nel 1984 e 1993 e uno onorario nel 2018. Insieme a Gwen Verdon è considerata la massima interprete delle coreografie di Bob Fosse.

## Biografia
Chita Rivera nacque a Washington, figlia di Katherine Anderson, impiegata governativa, e Pedro Julio Figueroa del Rivero, clarinettista e sassofonista della banda della marina militare. All'età di sette anni, rimase orfana di padre e la madre iniziò a lavorare per il Pentagono. A dodici anni la madre la iscrisse a una scuola di ballo e a quindici venne notata dai talent scout della School of American Ballet di George Balanchine, trasferendosi quindi a New York.

### Carriera
Nel 1951 debuttò sulle scene con il tour statunitense del musical Call Me Madam, con la star di Broadway Ethel Merman, e nel 1953 debuttò a Broadway con il musical Can-Can di Cole Porter. Nel 1955 fu nuovamente a Broadway con Seventh Heaven, nel 1956 recitò in Mr. Wonderful e nel 1957 sostituì Eartha Kitt nel ruolo di Mehitabel in Shinbone Alley. Nel 1957 ottenne il suo primo grande successo interpretando Anita nella prima produzione di Broadway del musical di Leonard Bernstein, Stephen Sondheim e Arthur Laurents West Side Story, un ruolo che riprese al His Majesty's Theatre di Londra nel 1958. Nel 1960 fu candidata al Drama Desk Award alla miglior attrice non protagonista in un musical per la sua performance a Broadway nel musical Bye Bye Birdie, mentre l'anno successivo recitò nuovamente nella stessa opera a Londra.
Dopo il flop di Zenda (1963), tornò a Broadway nel 1964 con il musical Bajour, a cui seguì L'opera da tre soldi in Texas (1966) e il tour nazionale di Sweet Charity nel ruolo della protagonista (1967). Nel 1969 recitò nell'adattamento cinematografico di Sweet Charity, nel flop 1941 e nel tour statunitense di Zorba. Nel 1973 tornò a Broadway dopo 9 anni di assenza per recitare in un concerto celebrante la vita e l'opera del compositore Stephen Sondheim; al concerto presenziarono anche altri grandi nomi di Broadway, tra cui: Angela Lansbury, Len Cariou, George Lee Andrews, Donna McKechnie, John McMartin, Victoria Mallory, Glynis Johns, Hermione Gingold, Dorothy Collins e Jack Cassidy. Nel 1974 recitò in Kiss Me Kate al North Shore Theatre e nel 1975 tornò a Broadway con un altro grande successo, il musical Chicago con Gwen Verdon, in cui interpretò Velma Kelly, performance che le valse la candidatura al Tony Award alla miglior attrice non protagonista in un musical. Nel 1977 interpretò nuovamente Velma nel tour statunitense del musical.
Inaugurò gli anni ottanta con un ritorno a Broadway nel musical Bring Back Birdie, a cui seguì il classico di Cole Porter Anything Goes a St. Louis nel 1983 e il flop Merlin a Broadway nel 1983. Nonostante il fiasco, la performance della Rivera venne apprezzata e per Merlin ricevette la sua terza candidatura al Tony Award. Nel 1984 vinse il Tony Award alla miglior attrice protagonista in un musical per The Rink di John Kander e Fred Ebb, con Liza Minnelli. Nel 1985 tornò a recitare in Chicago, questa volta nel ruolo di Roxie (il ruolo interpretato da Gwen Verdon a Broadway) all'Harrah's Marina. Nel 1985 recitò nella rivista di Broadway Jerry’s Girls, per celebrare il lavoro del compositore Jerry Herman, insieme a Dorothy Loudon e Leslie Uggams; per la sua performance venne nuovamente candidata al Tony Award. Nel 1986, durante la recita in Jerry’s Girls, fu vittima di un incidente stradale rompendosi la gamba sinistra in dodici punti; due anni dopo tornò sulle scene con un tour internazionale di Can Can.
Nel 1990 interpretò Dolly Levi nel musical Hello, Dolly!, in scena a Londra in versione concertistica con John Barrowman, e nel 1992 interpretò Aurora nella produzione di Toronto e Londra di Kiss of the Spider Woman. La sua interpretazione fu un trionfo facendole vincere il secondo Tony Award alla miglior attrice protagonista in un musical all'apertura del musical a Broadway nel 1993; accanto a lei sul palco vi furuno anche Brent Carver e Anthony Crivello, premiati anche loro con il Tony Award per le rispettive interpretazioni. L'anno successivo si unì al cast della produzione itinerante di Kiss of the Spider Woman, in scena nelle maggiori città statunitensi. Nel 1999 tornò a recitare in Chicago, nel ruolo di Roxie, nel tour statunitense e canadese del musical con Ute Lemper e Ben Vereen, mentre nel 2000 ricoprì il ruolo nella produzione londinese del musical. Sempre nel 2000 vestì ancora i panni della protagonista di Anything Goes, in scena alla Paper Mill Playhouse nel New Jersey.
Nel 2003 tornò a Broadway dopo dieci anni di assenza per recitare in un acclamato revival del musical Nine con Antonio Banderas, Jane Krakowski, Laura Benanti e Mary Beth Peil e venendo successivamente candidata al Tony Award alla miglior attrice non protagonista in un musical (premio vinto dalla Krakowski, sua collega in Nine). Nel 2005 fu protagonista di uno spettacolo autobiografico in scena a Broadway con il titolo di Chita Rivera: The Dancer’s Life; per la sua interpretazione nel ruolo di sé stessa fu candidata al Tony Award, caso unico nella storia del premio. Nel 2012 fu nuovamente a Broadway con The Mystery of Edwin Drood e nel 2015 vi ritornò con The Visit, un musical già interpretato a Chicago (2001), in Arizona (2008), a New York (2011) e a Williamstown (2014). Per la sua performance fu candidata al decimo Tony Award e vinse il prestigioso Drama League Award. Nel novembre 2016 debuttò nella prestigiosa Carnegie Hall in un acclamato concerto che registrò il tutto esaurito. Nel 2019 tornò sulle scene londinesi per la prima volta in oltre venticinque anni per due concerti a Cadogan Hall.

### Morte
Morì a New York il 30 gennaio 2024 all'età di 91 anni. In onore della ballerina le luci dei teatri di Broadway furono spente per un minuto.

## Vita privata
Si sposò nel 1957 con il ballerino Tony Mordente, da cui ebbe una figlia, Lisa. Il matrimonio terminò con un divorzio nel 1966.

## Filmografia parziale
- Sweet Charity - Una ragazza che voleva essere amata (Sweet Charity), regia di Bob Fosse (1969)
- Sgt. Pepper's Lonely Hearts Club Band, regia di Michael Schultz (1978)
- Chicago, regia di Rob Marshall (2002)
- Kalamazoo?, regia di David O'Malley (2006)
- Waiting in the Wings: Still Waiting, regia di Q. Allan Brocka (2018)
- Tick, Tick... Boom!, regia di Lin-Manuel Miranda (2021)

## Teatro
- Call Me Madam, libretto di Howard Lindsay e Russel Crouse, parole e musiche di Irving Berlin, regia di George Abbott, con Ethel Merman. Tour statunitense (1952)
- Can Can, libretto di Abe Burrows, musiche e parole di Cole Porter, regia di Abe Burrows. Shubert Theatre di New York (1953)
- Seventh Heaven, libretto e parole di Stella Unger e Victor Wolfson, musiche di Victor Young, regia di John C. Wilson e Jerome Robbins. ANTA Playhouse di New York (1955)
- Mr Wonderful, di Joseph Stein, Will Glickman, George David Weiss, Larry Holofcener e Jerry Bock, regia di Jack Donohue. Broadway Theatre di New York (1956)
- Shinbone Alley, libretto di Mel Brooks, parole di Joe Darion, musiche di George Kleinsinger, regia di Sawyer Falk, con Eartha Kitt. Broadway Theatre di New York (1957)
- West Side Story, libretto di Arthur Laurents, parole di Stephen Sondheim, musiche di Leonard Bernstein, regia di Jerome Robbins. Winter Garden Theatre di New York (1957)
- West Side Story, libretto di Arthur Laurents, parole di Stephen Sondheim, musiche di Leonard Bernstein, regia di Jerome Robbins. His Majesty's Theatre di Londra (1958)
- Bye Bye Birdie, libretto di Michael Stewart, parole di Lee Adams, musiche di Charles Strouse, regia di Gower Champion. Martin Beck Theatre di New York (1960)
- Bye Bye Birdie, libretto di Michael Stewart, parole di Lee Adams, musiche di Charles Strouse, regia di Gower Champion. His Majesty's Theatre di Londra (1961)
- Zenda, libretto di Everett Freeman, parole di Leonard Adelson, Sid Kuller e Martin Charnin, musiche di Vernon Duke, regia di George Shaeffer. Pasadena Civic Auditorium di Pasadena, Philharmonic Auditorium di Los Angeles e Curran Theatre di San Francisco (1963)
- Bajour, libretto di Ernest Kinoy, parole e musiche di Walter Marks, regia di Lawrence Kasha. Shubert Theatre di New York (1965)
- L'opera da tre soldi, libretto di Bertolt Brecht, musiche di Kurt Weill, regia di Christopher Hewett. Mineola Theatre di Mineola (1966)
- Sweet Charity, libretto di Neil Simon, parole di Dorothy Fields, musiche di Cy Coleman, regia e coreografie di Bob Fosse. Tour statunitense (1967)
- Irma la douce, libretto di Alexandre Breffort e musica di Marguerite Monnot, regia di Stuart Bishop. Milwaukee Melody Top Theatre di Milwaukee (1968)
- 1491, di Meredith Willson, Richard Morris, Ira Barmak, regia di Richard Morris. Curran Theatre di San Francisco e Dorothy Chandler Pavilion di Los Angeles (1969)
- Zorba, libretto di Joseph Stein, parole di Fred Ebb, musiche di John Kander, regia di Harold Prince. Tour statunitense (1969)
- Zorba, libretto di Joseph Stein, parole di Fred Ebb, musiche di John Kander, regia di William Schill. Music Fair Circuit (1970)
- La rosa tatuata di Tennessee Williams, regia di Barry. Synagogue Theatre di New Orleans (1972)
- Sondheim: A Musical Tribute, musiche e parole di Stephen Sondheim, regia di Burt Shevelove. Shubert Theatre di New York (1973)
- Kiss Me, Kate, libretto di Bella Spewack, musiche e parole di Cole Porter, regia di Dania Krupska, North Shore Music Theatre di Baverly (1974)
- Chicago, libretto e parole di Fred Ebb, musiche di John Kander, regia e coreografie di Bob Fosse, con Gwen Verdon. 46th Street Theatre di New York (1975)
- Chicago, libretto e parole di Fred Ebb, musiche di John Kander, regia e coreografie di Bob Fosse, con Gwen Verdon. Tour statunitense (1977)
- Bring Back Birdie, libretto di Michael Stewart, parole di Lee Adams, musiche di Charles Strouse, regia di Hector Coris. Martin Beck Theatre di New York (1981)
- Pippin, libretto di Roger O. Hirson e Bob Fosse, musiche di Stephen Schwartz, regia di Bob Fosse. Hamilton Place Theatre di Hamilton (1981)
- Anything Goes, libretto di Guy Bolton, P. G. Wodehouse, Howard Lindsay e Russel Crouse, musiche di Cole Porter. St Louis Municipal Theatre di St Louis (1982)
- Merlin, libretto di Richard Levinson, William Link, Don Black, musiche di Elmer Bernstein, regia di Ivan Reitman, con Doug Henning. Mark Hellinger Theatre di New York (1983)
- The Blink, libretto di Terrence McNally, parole di Fred Ebb, musiche di John Kander, regia di A. A. Antoon, con Liza Minnelli. Martin Beck Theatre di New York (1984)
- Chicago, libretto e parole di Fred Ebb, musiche di John Kander, regia e coreografie di Bob Fosse. Harrah Marina's Broadway by the Bay Theatre di Atlantic City (1985)
- Jerry's Girls, di Jerry Herman, regia di Larry Alford, coreografie di Wayne Cilento, con Leslie Uggams e Dorothy Loudon. St James Theatre di New York (1986)
- Can Can, libretto di Abe Burrows, musiche e parole di Cole Porter, regia di Dallet Norris. Tour internazionale (1988)
- Hello, Dolly!, libretto di Michael Stewart, musiche e parole di Jerry Herman, regia di David Toguri, con Carol Channing, John Barrowman, Wayne Sleep. London Palladium di Londra (1990)
- Kiss of the Spider Woman, libretto di Terrence McNally, parole di Fred Ebb, musiche di John Kander, regia di Harold Prince, con Anthony Crivello e Brent Carver. Bluma Appel Theatre di Toronto (1992)
- Kiss of the Spider Woman, libretto di Terrence McNally, parole di Fred Ebb, musiche di John Kander, regia di Harold Prince, con Anthony Crivello e Brent Carver. Shaftesbury Theatre di Londra (1992)
- Kiss of the Spider Woman, libretto di Terrence McNally, parole di Fred Ebb, musiche di John Kander, regia di Harold Prince, con Anthony Crivello e Brent Carver. Broadhurst Theatre di New York  (1993)
- Kiss of the Spider Woman, libretto di Terrence McNally, parole di Fred Ebb, musiche di John Kander, regia di Harold Prince. Tour statunitense (1994)
- Chicago, libretto e parole di Fred Ebb, musiche di John Kander, regia e coreografie di Walter Bobbie, coreografie di Ann Reinking, con Ute Lemper e Ben Vereen. Tour statunitense (1999)
- Chicago, libretto e parole di Fred Ebb, musiche di John Kander, regia e coreografie di Walter Bobbie, coreografie di Ann Reinking. Adelphi Theatre di Londra (1999)
- Anything Goes, libretto di Guy Bolton, P. G. Wodehouse, Howard Lindsay e Russel Crouse, musiche di Cole Porter. Regia di Lee Roy Reams. Paper Mill Playhouse di Millburn (2000)
- The Visit, libretto di Terrence McNally, parole di Fred Ebb, musiche di John Kander, regia di Frank Galati, con John McMartin. Albert Theatre di Chicago (2001)
- La casa di Bernarda Alba, di Federico García Lorca, regia di Lisa Peterson. Mark Taper Forum di Los Angeles (2002)
- Nine, libretto di Arthur Kopit, musiche e parole di Maury Yeston, regia di David Leveaux, con Antonio Banderas. Eugene O'Neill Theatre di New York (2003)
- Chita Rivera: The Dancer's Life, di Terrence McNally, regia di Graciela Daniele. Gerald Schoenfeld Theatre di New York (2005)
- Chita Rivera: The Dancer's Life, di Terrence McNally, regia di Graciela Daniele.Tour statunitense (2006)
- The Visit, libretto di Terrence McNally, parole di Fred Ebb, musiche di John Kander, regia di Frank Galati, con George Hearn. Signature Theatre di Arlington (2008)
- The Visit, libretto di Terrence McNally, parole di Fred Ebb, musiche di John Kander, regia di Carl Andrass, con John Cullum. Ambassador Theatre di New York (2011)
- The Mystery of Edwin Drood, di Rupert Holmes, regia di Scott Ellis, con Stephanie J. Block, Andy Karl, Jessie Mueller, Betsy Wolfe, Will Chase. Studio 54 di New York (2012)
- The Visit, libretto di Terrence McNally, parole di Fred Ebb, musiche di John Kander, regia di John Doyle, con Roger Rees, Judy Kuhn, Jason Danieley. Williamstown Theatre Festival di Williamstown (2014)
- The Visit, libretto di Terrence McNally, parole di Fred Ebb, musiche di John Kander, regia di John Doyle, con Roger Rees, Mary Beth Peil, Jason Danieley. Lyceum Theatre di New York (2015)

## Riconoscimenti
- Tony Award
  - 1961 – Candidatura Miglior attrice non protagonista in un musical per Bye Bye Birdie
  - 1976 – Candidatura Miglior attrice protagonista in un musical per Chicago
  - 1981 – Candidatura Miglior attrice protagonista in un musical per Bring Back Birdie
  - 1983 – Candidatura Miglior attrice protagonista in un musical per Merlin
  - 1984 – Miglior attrice protagonista in un musical per The Rink
  - 1986 – Candidatura Miglior attrice protagonista in un musical per Jerry's Girls
  - 1993 – Miglior attrice protagonista in un musical per Kiss of the Spider Woman
  - 2003 – Candidatura Miglior attrice non protagonista in un musical per Nine
  - 2006 – Candidatura Miglior attrice protagonista in un musical per Chita Rivera: The Dancer's Life
  - 2015 – Candidatura Miglior attrice protagonista in un musical per The Visit
  - 2018 – Premio alla Carriera
- Drama Desk Award
  - 1981 – Candidatura Miglior attrice protagonista in un musical per Bring Back Birdie
  - 1984 – Miglior attrice protagonista in un musical per The Rink
  - 1993 – Miglior attrice protagonista in un musical per Kiss of the Spider Woman
  - 2003 – Candidatura Miglior attrice non protagonista in un musical per Nine
  - 2015 – Candidatura Miglior attrice protagonista in un musical per The Visit
- Outer Critics Circle Award
  - 1993 – Miglior attrice protagonista in un musical per Kiss of the Spider Woman
  - 2003 – Candidatura Miglior attrice non protagonista in un musical per Nine
  - 2015 – Candidatura Miglior attrice protagonista in un musical per The Visit
- Drama League Award
  - 2015 – Miglior performance per The Visit
- Theatre World Award
  - 2015 – Premio alla carriera

## Doppiatrici italiane
- Annamaria Mantovani in La casa d'appuntamento di Mayflower Madam
- Graziella Polesinanti in Chicago